# Dolichopus fortis
Dolichopus fortis är en tvåvingeart som beskrevs av Aldrich 1922. Dolichopus fortis ingår i släktet Dolichopus och familjen styltflugor.
Artens utbredningsområde är Alaska. Inga underarter finns listade i Catalogue of Life.